# 치트완 국립공원
치트뱆완 국립공원(영어: Chitwan National Park, 네팔어: चितवन राष्ट्रिय निकुञ्ज)은 네팔 남부에 위치한 정글을 보호하기 위해 설치된 자연 보호 공원이며, 유네스코 자연유산에 등록되어있다. 2006년에 국왕의 권력 중지에 따라, 이전 명칭인 로얄 치트완 국립공원에서 로얄(शाही) 문자가 제거되었다. 1984년에 유네스코 자연유산에 등록되었다.

## 개요
네팔은 세계의 지붕으로 불리는 히말라야의 이미지로 인해 전체가 해발이 높다고 생각하는 경우가 많다. 그러나 이 치트완 국립공원의 해발은 50m ~ 200m 정도로 아열대 기후이다. 공원 내에는 인도코뿔소, 벵골호랑이, 표범, 늪지악어 등 멸종 위기 높은 동물이 서식하고 있다. 또한 조류의 종류는 500 종류 이상으로 세계에서 가장 많은 종이 살아가고 있다. 아침에는 반드시라고 해도 좋을 정도 아침 안개가 잦다.
코끼리 등을 타고 정글 사파리를 하거나, 래프팅, 카누, 조류 관찰 등의 활동을 즐길 수 있다. 1984년, 유네스코의 세계 유산(자연 유산)에 등록되었다.

## 관광
수도 카트만두에서 비행기로 약 30분 거리에 있는 치트완 국립공원의 관문 바랏푸르에 도착한다. 거기에서 차로 45분 소요된다. 카트만두에서 버스를 타면 7시간 정도 소요된다. 관광객은 허가가 없으면 출입 할 수 없다. 주변 지역은 전형적인 농촌이고, 자연도, 사람도 매우 소박하다. 호텔에서 버스 정류장까지 마중을 나오며, 대부분은 지프 차량이지만, 가끔 마차와 소달구지도 있다. 호텔에는 전기가 들어오는 곳도 있고, 전기 대신 램프만 있는 호텔도 있다. 또한 호텔은 국립 공원 내에 위치하고 있는 것과 그렇지 않은 것이 있다.
사파리가 관광의 기본이다. 벵골호랑이, 표범 등을 만날 확률이 낮은 것이 현실이다. 단, 이 네팔 밖에 없는 외뿔코뿔소는 종종 볼 수 있다. 사슴과 야생 공작도 정글에서 자주 볼 수 있다. 타루 족의 민가와 생활상은 극히 소박한 것이 볼만한 가치가 있다. 밤에 열리는 타루 족의 댄스 쇼도 매우 소박한 것이다.

## 세계유산
이 세계 유산은 세계 유산 등록 기준에 있어서 다음의 기준을 충족하는 것으로 간주되어 등록되었다.
- (7) 한층 뛰어난 자연미와 미학적 중요성 최상의 자연 현상 또는 지역을 포함한 것.
- (9) 육상, 담수, 해안 및 해양 생태계와 동식물 군중의 진화와 발달에서 진행하고 있는 중요한 생태학적, 생물학적 과정을 보여주는 뚜렷한 모범.
- (10) 생물 다양성의 본질적 보전에 있어서 가장 중요하고 의미있는 자연 서식지를 포함하는 것. 여기에는 과학적 또는 보존의 관점에서 뛰어난 보편적 가치가 있는 멸종 위험이 있는 종류의 서식지 등이 포함된다.

## 갤러리

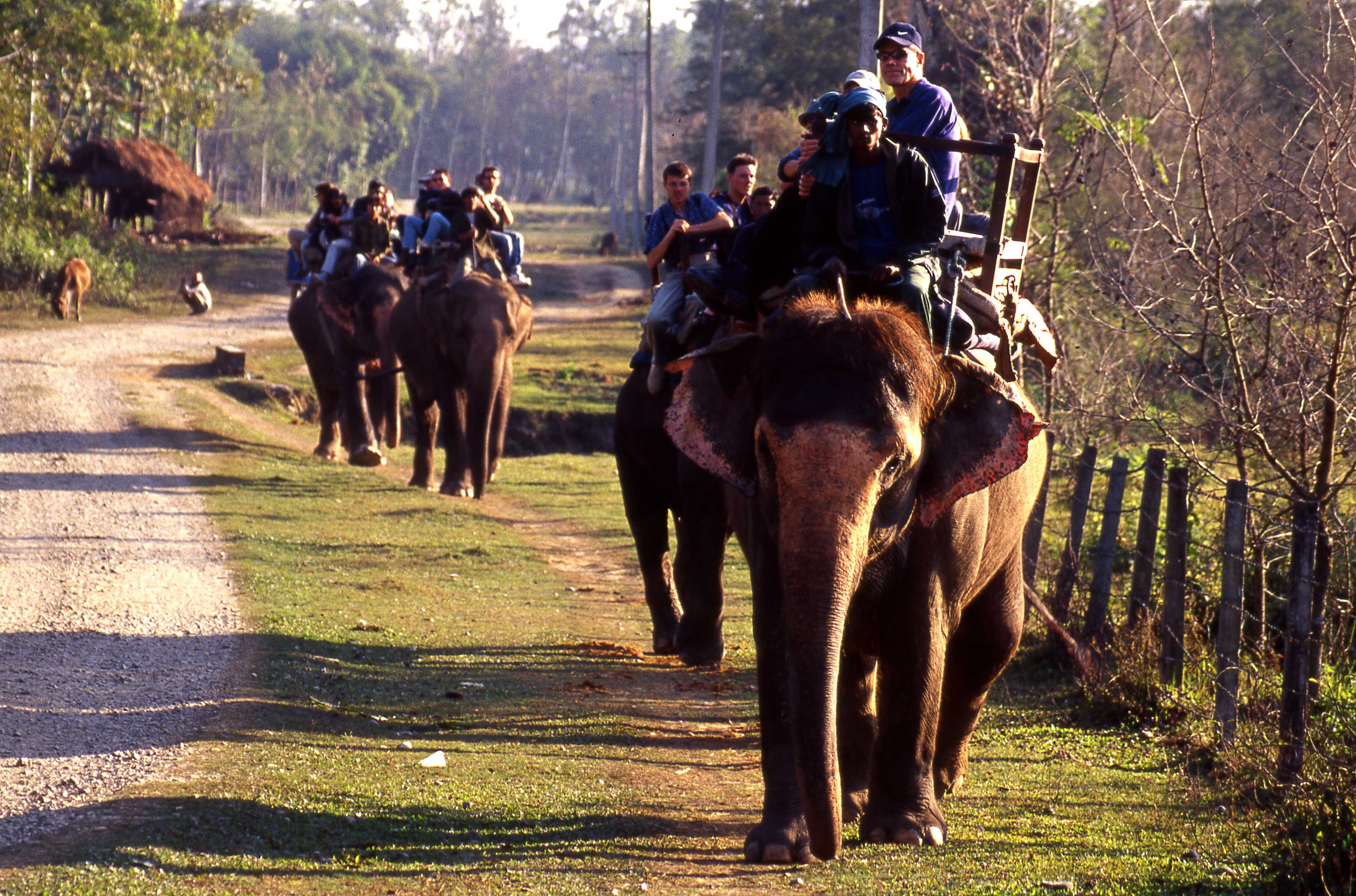
사파리로 향하는 관광객을 태운 코끼리
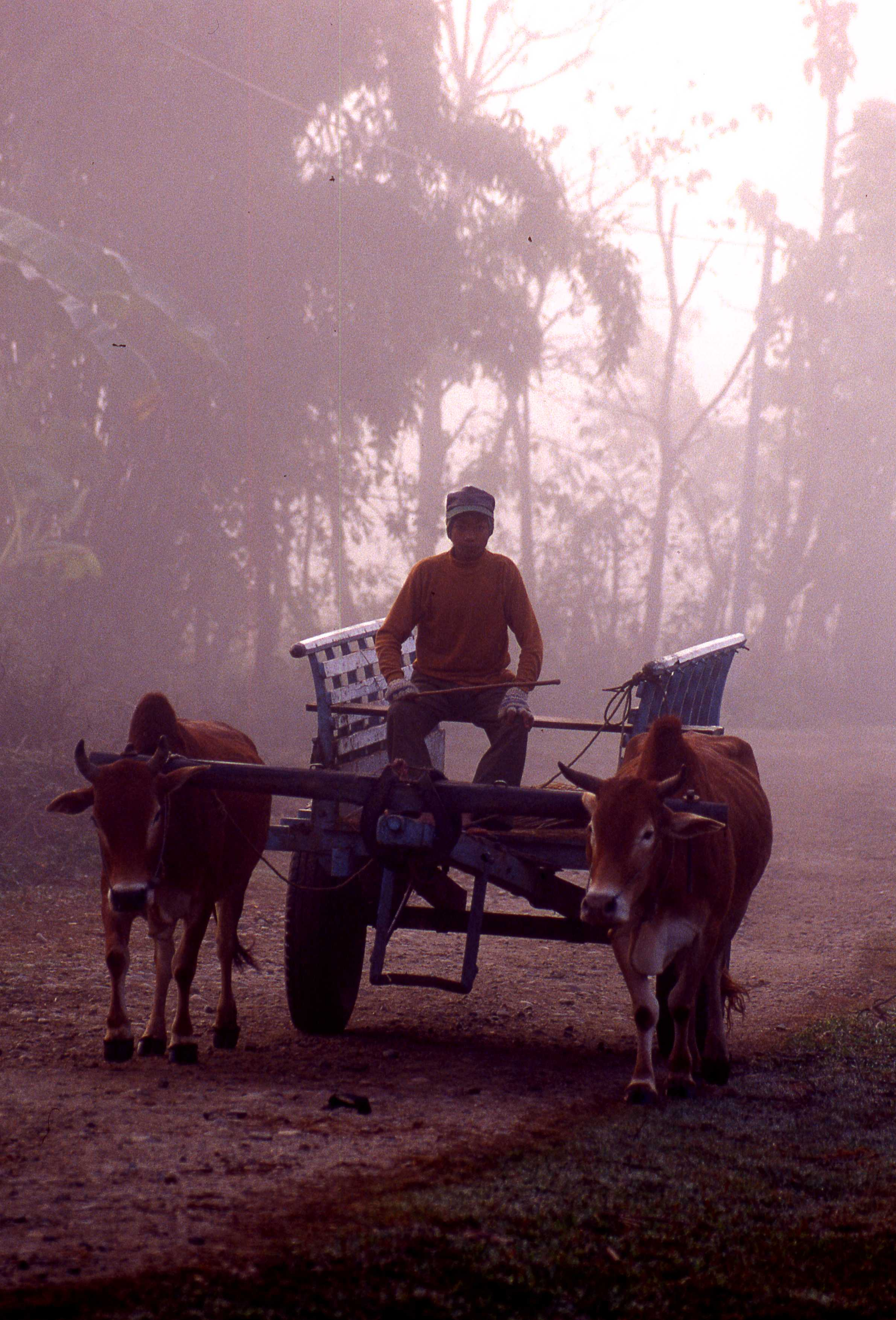
아침 안개를 가로 지르는 우마차
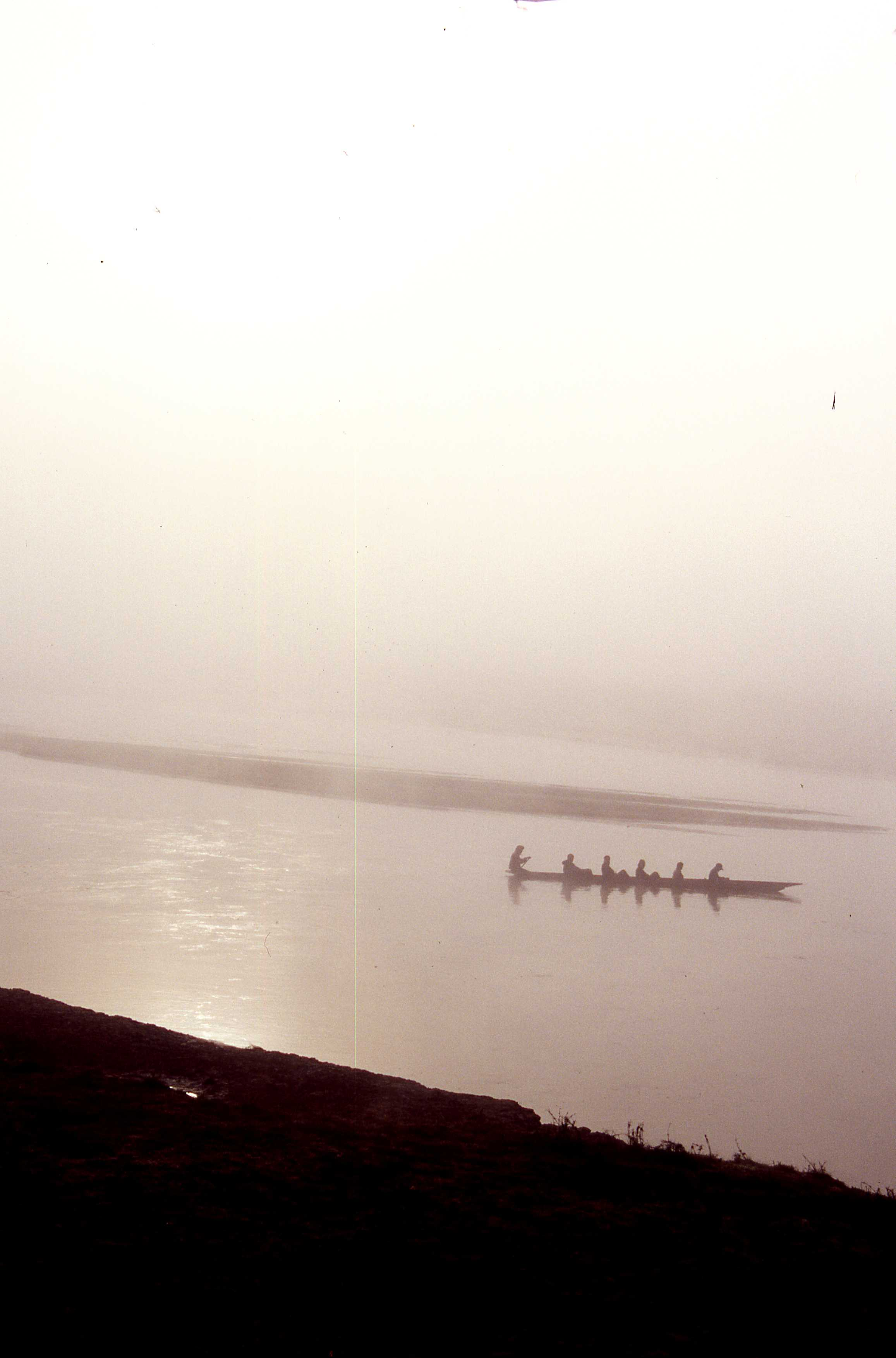
공원을 흐르는 나라야니 강
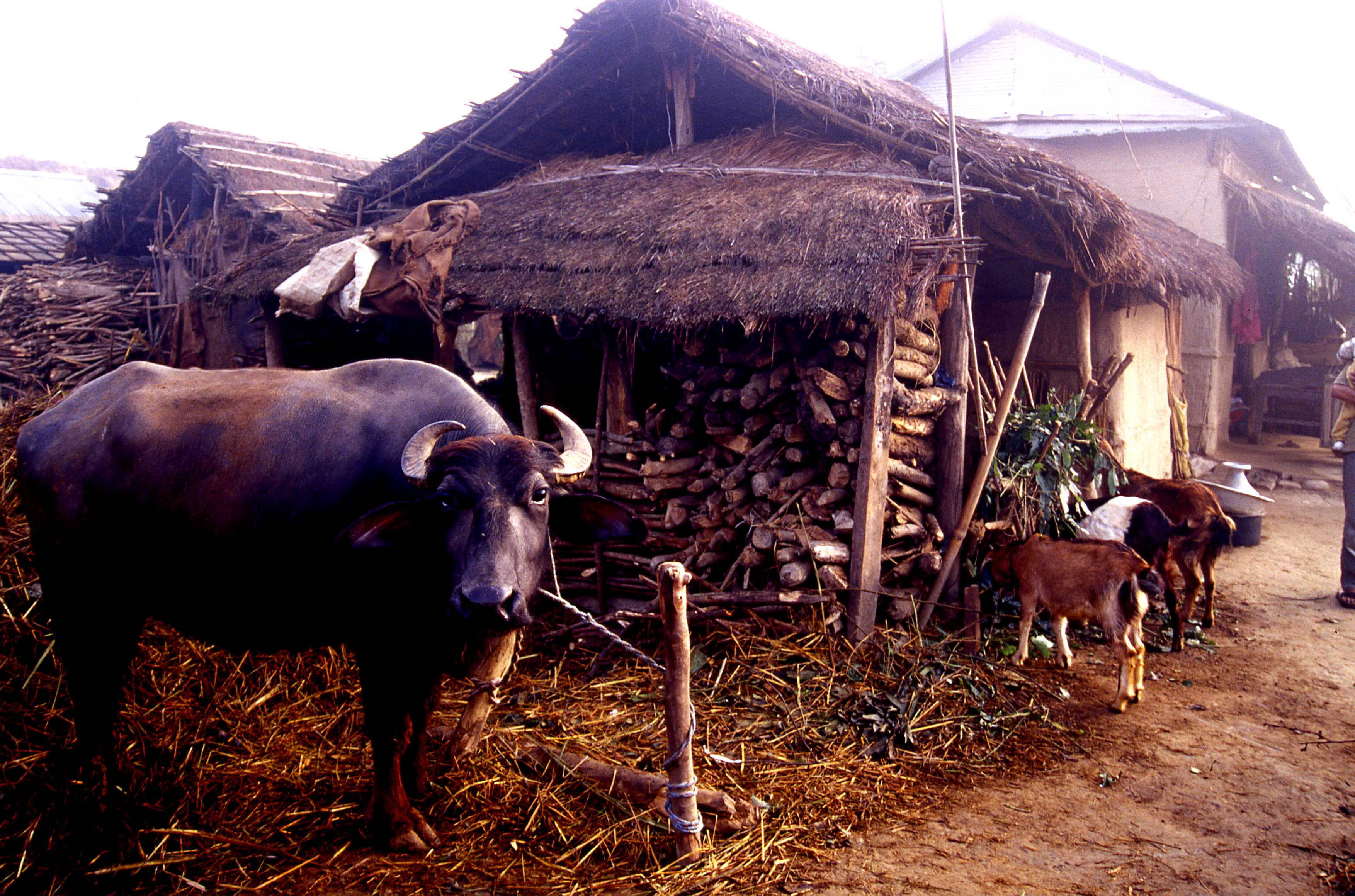
타루 족 마을
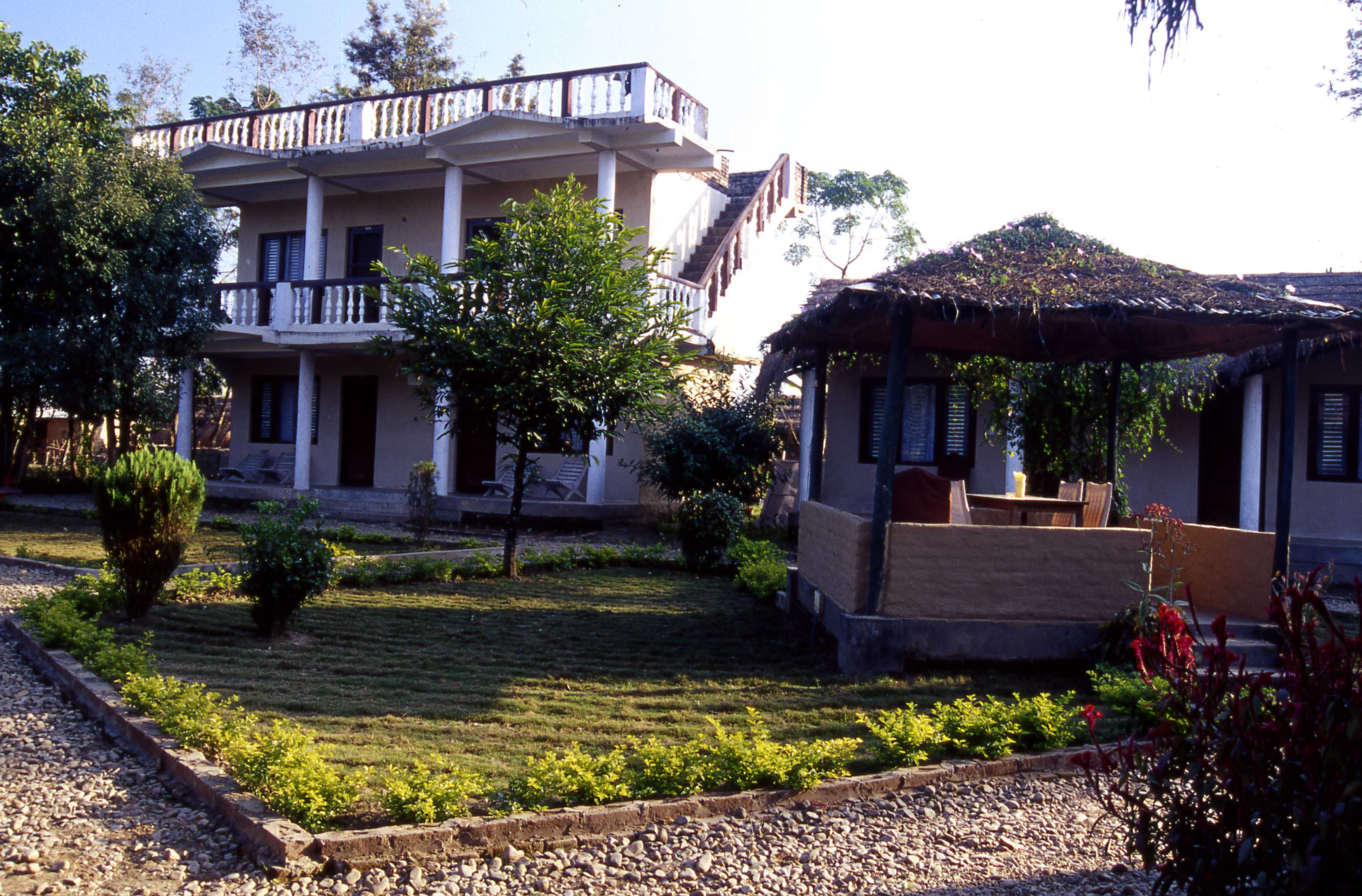
치트완 국립공원 호텔 (국립 공원 안에 있는지 여부에 따라 요금이 크게 다름)
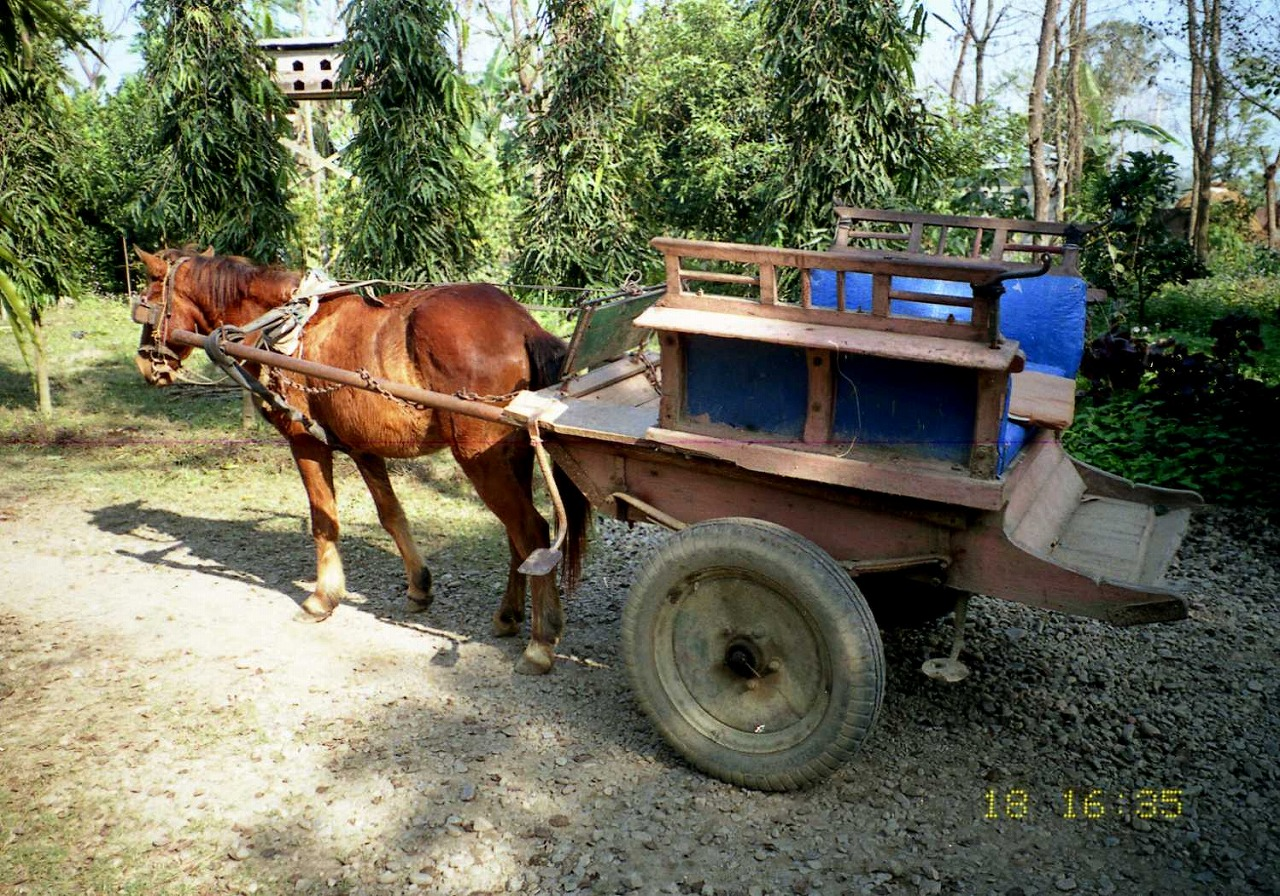
지금도 활약하는 호텔 셔틀버스 운행용 마차

## 미디어
- EBS 1TV : 《세계테마기행》

## 같이 보기
- 네팔의 세계유산
- 세계유산